# Fiscalía Jurídico Militar
La Fiscalía Jurídico Militar es el órgano del Ministerio Fiscal de España que tiene como misión, dentro de la justicia militar, promover la acción de la justicia y defender la legalidad y los derechos e intereses tutelados por la ley, así como velar por la independencia de los órganos judiciales militares.
Esta Fiscalía constituye uno de los órganos de la Fiscalía General del Estado, y está formada por la Fiscalía Togada, la Fiscalía del Tribunal Central Militar y las fiscalías de los tribunales militares territoriales.
A diferencia del resto de fiscalías civiles, está no está servida por miembros de la carrera fiscal, sino por miembros del Cuerpo Jurídico Militar, a excepción de un único fiscal de Sala en la Fiscalía Togada ante la Sala Quinta «de lo Militar» del Tribunal Supremo. Asimismo, sus miembros pueden recibir órdenes e intrucciones del ministro de Defensa y, por sus especificidades, su regulación se encuentra en la Ley Orgánica de la Competencia y Organización de la Jurisdicción Militar.

## Origen
La Fiscalía Jurídico Militar tiene su origen en la fiscalía existente en el antiguo consejo de la Monarquía dedicado a los asuntos militares, el Consejo Supremo de Guerra, activo entre los siglos XVI y XIX. En 1834 se transformó en el Tribunal Supremo de Guerra y Marina, que también contaba con una fiscalía. Brevemente, entre 1869 y 1878 existieron dos consejos diferentes, uno para guerra y otro para la Armada. En esta última fecha se constituyó el Consejo Supremo de Guerra y Marina que se mantuvo hasta 1931, cuando sus funciones pasaron a integrar una Sala del Tribunal Supremo.
Tras la guerra civil se restableció el Consejo, entonces denominado Consejo Supremo de Justicia Militar, y estuvo activo hasta 1987, cuando sus funciones volvieron al Tribunal Supremo y la Fiscalía Jurídico Militar se integró en el Ministerio Fiscal, a través de la Fiscalía General del Estado.

## Estructura
| \| \| \| \| \| \| \| \| \| \| \| \| \| \| \| \| \| Fiscalía General del Estado \| \| \| \| \| \| \| \| \| \| \| \| \| \| \| \| \| \| \| \| \| \| \| \| \| \| \| \| \| \| \| \| \| \| \| \| \| \| \| \| \| \| \| \| \| \| \| \| \| \| \| \| \| \| \| \| \| \| \| \| \| \| \| \| \| \| \| \| \| \| \| \| \| \| \| \| \| \| Fiscalía Jurídico Militar \| \| \| \| \| \| \| \| \| \| \| \| \| \| \| \| \| \| \| \| \| \| \| \| \| \| \| \| \| \| \| \| \| \| \| \| \| \| \| \| \| \| \| \| \| \| \| \| \| \| \| \| \| \| \| \| \| \| \| \| \| \| \| \| \| \| \| \| \| \| \| \| \| \| Fiscalía Togada \| Fiscalía Togada \| Fiscalía Togada \| Fiscalía Togada \| Fiscalía Togada \| Fiscalía Togada \| \| \| Fiscalía del Tribunal Militar Central \| Fiscalía del Tribunal Militar Central \| Fiscalía del Tribunal Militar Central \| Fiscalía del Tribunal Militar Central \| Fiscalía del Tribunal Militar Central \| Fiscalía del Tribunal Militar Central \| \| \| \| \| \| \| \| \| \| \| \| \| \| \| \| \| \| \| \| \| \| \| \| \| \| Fiscalía Togada \| Fiscalía Togada \| Fiscalía Togada \| Fiscalía Togada \| Fiscalía Togada \| Fiscalía Togada \| \| \| Fiscalía del Tribunal Militar Central \| Fiscalía del Tribunal Militar Central \| Fiscalía del Tribunal Militar Central \| Fiscalía del Tribunal Militar Central \| Fiscalía del Tribunal Militar Central \| Fiscalía del Tribunal Militar Central \| \| \| \| \| \| \| \| \| \| \| \| \| \| \| \| \| \| \| \| \| \| \| \| \| \| \| \| \| \| \| \| \| \| \| \| \| \| \| \| \| \| \| \| \| \| \| \| \| \| \| \| \| \| \| \| \| \| \| \| \| \| \| \| \| \| \| \| \| \| \| \| \| \| \| \| \| \| \| \| \| \| \| \| \| \| \| \| \| \| \| \| Fiscalía del Tribunal Militar Territorial 1.º \| Fiscalía del Tribunal Militar Territorial 1.º \| Fiscalía del Tribunal Militar Territorial 1.º \| Fiscalía del Tribunal Militar Territorial 1.º \| Fiscalía del Tribunal Militar Territorial 1.º \| Fiscalía del Tribunal Militar Territorial 1.º \| \| \| Fiscalía del Tribunal Militar Territorial 2.º \| Fiscalía del Tribunal Militar Territorial 2.º \| Fiscalía del Tribunal Militar Territorial 2.º \| Fiscalía del Tribunal Militar Territorial 2.º \| Fiscalía del Tribunal Militar Territorial 2.º \| Fiscalía del Tribunal Militar Territorial 2.º \| \| \| Fiscalía del Tribunal Militar Territorial 3.º \| Fiscalía del Tribunal Militar Territorial 3.º \| Fiscalía del Tribunal Militar Territorial 3.º \| Fiscalía del Tribunal Militar Territorial 3.º \| Fiscalía del Tribunal Militar Territorial 3.º \| Fiscalía del Tribunal Militar Territorial 3.º \| \| \| Fiscalía del Tribunal Militar Territorial 4.º \| Fiscalía del Tribunal Militar Territorial 4.º \| Fiscalía del Tribunal Militar Territorial 4.º \| Fiscalía del Tribunal Militar Territorial 4.º \| Fiscalía del Tribunal Militar Territorial 4.º \| Fiscalía del Tribunal Militar Territorial 4.º \| \| \| Fiscalía del Tribunal Militar Territorial 5.º \| Fiscalía del Tribunal Militar Territorial 5.º \| Fiscalía del Tribunal Militar Territorial 5.º \| Fiscalía del Tribunal Militar Territorial 5.º \| Fiscalía del Tribunal Militar Territorial 5.º \| Fiscalía del Tribunal Militar Territorial 5.º \| |                                               |                                               |                                               |                                               |                                               |  |  |                                               |                                               |                                               |                                               |                                               |                                               |                 |                 |                                               |                                               |                                               |                                               |                                               |                                               |                                       |                                       |                                               |                                               |                                               |                                               |                                               |                                               |  |  |                                               |                                               |                                               |                                               |                                               |                                               |
| |                                               |                                               |                                               |                                               |                                               |  |  |                                               |                                               |                                               |                                               |                                               |                                               |                 |                 | Fiscalía General del Estado                   |                                               |                                               |                                               |                                               |                                               |                                       |                                       |                                               |                                               |                                               |                                               |                                               |                                               |  |  |                                               |                                               |                                               |                                               |                                               |                                               |
| |                                               |                                               |                                               |                                               |                                               |  |  |                                               |                                               |                                               |                                               |                                               |                                               |                 |                 |                                               |                                               |                                               |                                               |                                               |                                               |                                       |                                       |                                               |                                               |                                               |                                               |                                               |                                               |  |  |                                               |                                               |                                               |                                               |                                               |                                               |
| |                                               |                                               |                                               |                                               |                                               |  |  |                                               |                                               |                                               |                                               |                                               |                                               |                 |                 | Fiscalía Jurídico Militar                     |                                               |                                               |                                               |                                               |                                               |                                       |                                       |                                               |                                               |                                               |                                               |                                               |                                               |  |  |                                               |                                               |                                               |                                               |                                               |                                               |
| |                                               |                                               |                                               |                                               |                                               |  |  |                                               |                                               |                                               |                                               |                                               |                                               |                 |                 |                                               |                                               |                                               |                                               |                                               |                                               |                                       |                                       |                                               |                                               |                                               |                                               |                                               |                                               |  |  |                                               |                                               |                                               |                                               |                                               |                                               |
| |                                               |                                               |                                               |                                               |                                               |  |  |                                               |                                               |                                               |                                               | Fiscalía Togada                               | Fiscalía Togada                               | Fiscalía Togada | Fiscalía Togada | Fiscalía Togada                               | Fiscalía Togada                               |                                               |                                               | Fiscalía del Tribunal Militar Central         | Fiscalía del Tribunal Militar Central         | Fiscalía del Tribunal Militar Central | Fiscalía del Tribunal Militar Central | Fiscalía del Tribunal Militar Central         | Fiscalía del Tribunal Militar Central         |                                               |                                               |                                               |                                               |  |  |                                               |                                               |                                               |                                               |                                               |                                               |
| |                                               |                                               |                                               |                                               |                                               |  |  |                                               |                                               |                                               |                                               | Fiscalía Togada                               | Fiscalía Togada                               | Fiscalía Togada | Fiscalía Togada | Fiscalía Togada                               | Fiscalía Togada                               |                                               |                                               | Fiscalía del Tribunal Militar Central         | Fiscalía del Tribunal Militar Central         | Fiscalía del Tribunal Militar Central | Fiscalía del Tribunal Militar Central | Fiscalía del Tribunal Militar Central         | Fiscalía del Tribunal Militar Central         |                                               |                                               |                                               |                                               |  |  |                                               |                                               |                                               |                                               |                                               |                                               |
| |                                               |                                               |                                               |                                               |                                               |  |  |                                               |                                               |                                               |                                               |                                               |                                               |                 |                 |                                               |                                               |                                               |                                               |                                               |                                               |                                       |                                       |                                               |                                               |                                               |                                               |                                               |                                               |  |  |                                               |                                               |                                               |                                               |                                               |                                               |
| |                                               |                                               |                                               |                                               |                                               |  |  |                                               |                                               |                                               |                                               |                                               |                                               |                 |                 |                                               |                                               |                                               |                                               |                                               |                                               |                                       |                                       |                                               |                                               |                                               |                                               |                                               |                                               |  |  |                                               |                                               |                                               |                                               |                                               |                                               |
| Fiscalía del Tribunal Militar Territorial 1.º | Fiscalía del Tribunal Militar Territorial 1.º | Fiscalía del Tribunal Militar Territorial 1.º | Fiscalía del Tribunal Militar Territorial 1.º | Fiscalía del Tribunal Militar Territorial 1.º | Fiscalía del Tribunal Militar Territorial 1.º |  |  | Fiscalía del Tribunal Militar Territorial 2.º | Fiscalía del Tribunal Militar Territorial 2.º | Fiscalía del Tribunal Militar Territorial 2.º | Fiscalía del Tribunal Militar Territorial 2.º | Fiscalía del Tribunal Militar Territorial 2.º | Fiscalía del Tribunal Militar Territorial 2.º |                 |                 | Fiscalía del Tribunal Militar Territorial 3.º | Fiscalía del Tribunal Militar Territorial 3.º | Fiscalía del Tribunal Militar Territorial 3.º | Fiscalía del Tribunal Militar Territorial 3.º | Fiscalía del Tribunal Militar Territorial 3.º | Fiscalía del Tribunal Militar Territorial 3.º |                                       |                                       | Fiscalía del Tribunal Militar Territorial 4.º | Fiscalía del Tribunal Militar Territorial 4.º | Fiscalía del Tribunal Militar Territorial 4.º | Fiscalía del Tribunal Militar Territorial 4.º | Fiscalía del Tribunal Militar Territorial 4.º | Fiscalía del Tribunal Militar Territorial 4.º |  |  | Fiscalía del Tribunal Militar Territorial 5.º | Fiscalía del Tribunal Militar Territorial 5.º | Fiscalía del Tribunal Militar Territorial 5.º | Fiscalía del Tribunal Militar Territorial 5.º | Fiscalía del Tribunal Militar Territorial 5.º | Fiscalía del Tribunal Militar Territorial 5.º |

División regional de España a efectos jurisdiccionales militares.

La Fiscalía Jurídico Militar se estructura mediante los siguientes órganos:
- La Fiscalía Togada, con sede en Madrid. Es la fiscalía que actúa ante la Sala de lo Militar del Tribunal Supremo y se compone de un fiscal jefe togado (con rango de general consejero togado, equivalente a general de división), un general auditor y un fiscal de Sala de la Carrera Fiscal, además de aquellos otros miembros del Cuerpo Jurídico Militar que sean necesarios.
- La Fiscalía del Tribunal Militar Central, con sede en Madrid, que ejerce sus funciones ante este tribunal y ante los Juzgados Togados Militares Centrales.
- Las Fiscalías de los Tribunales Militares Territoriales, con sede allí donde se ubique el Tribunal Militar Territorial, que ejerce las funciones fiscales ante este tribunal y ante los Juzgados Togados Militares de su área territorial. En la actualidad, hay cinco tribunales militares territoriales, con sede en Madrid, Sevilla, Barcelona, La Coruña y Santa Cruz de Tenerife.